# Nursilia
Nursilia is een geslacht van kreeftachtigen uit de klasse van de Malacostraca (hogere kreeftachtigen).

## Soorten
- Nursilia dentata Bell, 1855
- Nursilia sinica Chen, 1982
- Nursilia tonsor Alcock, 1896